# Ginástica artística nos Jogos Pan-Americanos de 2015 - Barra fixa
A competição da barra fixa masculino foi um dos eventos da ginástica artística nos Jogos Pan-Americanos de 2015. Foi disputada no Toronto Coliseum no dia 15 de julho. 

## Calendário
Horário local (UTC-4).
| Data        | Horário | Fase  |
| ----------- | ------- | ----- |
| 15 de julho | 15:30   | Final |

## Medalhistas
| Ouro   | COL Jossimar Calvo Moreno |
| Prata  | CAN Kevin Lytwyn          |
| Bronze | USA Paul Ruggeri          |

## Resultados

### Qualificação
| Pos. | Ginasta                   | Barra fixa | Notas |
| ---- | ------------------------- | ---------- | ----- |
| 1    | COL Jossimar Calvo Moreno | 15.450     | Q     |
| 2    | USA Paul Ruggeri          | 15.400     | Q     |
| 3    | CAN Kevin Lytwyn          | 15.300     | Q     |
| 4    | USA Samuel Mikulak        | 15.100     | Q     |
| 5    | CUB Manrique Larduet      | 15.050     | Q     |
| 6    | BRA Arthur Mariano        | 15.000     | Q     |
| 7    | CUB Randy Leru            | 14.900     | Q     |
| 8    | BRA Lucas Bitencourt      | 14.700     | Q     |
| 9    | MEX Kevin Cerda Castellum | 14.650     | R     |
| 10   | DOM Audrys Nin Reyes      | 14.650     | R     |
| 11   | PUR Angel Ramos           | 14.600     | R     |

### Final
| Pos.              | Ginasta                   | Barra fixa | Notas |
| ----------------- | ------------------------- | ---------- | ----- |
| Medalha de ouro   | COL Jossimar Calvo Moreno | 15.700     |       |
| Medalha de prata  | CAN Kevin Lytwyn          | 15.475     |       |
| Medalha de bronze | USA Paul Ruggeri          | 15.450     |       |
| 4                 | CUB Manrique Larduet      | 15.250     |       |
| 5                 | CUB Randy Leru            | 15.025     |       |
| 6                 | USA Samuel Mikulak        | 14.575     |       |
| 7                 | BRA Lucas Bitencourt      | 14.475     |       |
| 8                 | BRA Arthur Mariano        | 14.025     |       |